# Kunal Kapoor
Kunal Kapoor (hindi:कुणाल कपूर, ur. 18 października 1975 w New Delhi, Indie, zdrobniale: Kunnu) – indyjski aktor filmowy i teatralny, reżyser i producent.
Kunal Kapoor zadebiutował jako asystent reżysera w filmie Aks, a w roli aktora u boku Tabu w Meenaxi: A Tale of Three Cities (2004).
Duże uznanie krytyków i popularność widzów przyniosła mu gra w indyjskim kandydacie do Oscara: Kolor szafranu (2006) – u boku Aamira Khana (za tę rolę był nominowany do nagrody Filmfare dla najlepszego aktora drugoplanowego). Potem grał wiele ról w teatrze Naseeruddina Shaha.
Zagrał w dwóch filmach wyprodukowanych w wytwórni Yasha Chopry: Podróż kobiety (z Rani Mukerji) i Aaja Nachle: Zatańcz ze mną (2007).
W kolejnym filmie,  Kambhakt Ishqis, gra z Akshayem Kumarem i Kareeną Kapoor.
Jest członkiem rodziny Kapoorów – z Rajem Kapoorem, Rishim Kapoorem, Kareeną Kapoor, Karismą Kapoor i in.

## Filmografia
| Rok  | Tytuł                           | Rola                   | Reżyser                 | Uwagi                                                               |
| ---- | ------------------------------- | ---------------------- | ----------------------- | ------------------------------------------------------------------- |
| 2004 | Meenaxi: A Tale of Three Cities | Kameshwar Mathur       | M. F. Husain            | nominacja do Nagroda Zee Cine za najlepszy debiut                   |
| 2006 | Kolor szafranu                  | Aslam/Ashfaqullah Khan | Rakeysh Omprakash Mehra | nominacja do nagrody Filmfare dla najlepszego aktora drugoplanowego |
| 2007 | Hattrick                        | Sarabjeet 'Saby' Singh | Milan Luthria           |                                                                     |
| 2007 | Podróż kobiety                  | Vivaan Varma           | Pradeep Sarkar          |                                                                     |
| 2007 | Aaja Nachle: Zatańcz ze mną     | Imran Pathan           | Anil Mehta              |                                                                     |
| 2008 | Welcome to Sajjanpur            | Bansi Ram              | Shyam Benegal           |                                                                     |
| 2008 | Strzeżcie się, ślicznotki!      | Joginder Ahluwalia     | Siddharth Anand         | występ gościnny                                                     |
| 2011 | Don 2 – The king is back        | Sameer Ali             | Farhan Akhtar           |                                                                     |